# محمود فهمي (لاعب كرة قدم)
محمود فهمي; من مواليد 23 ديسمبر 1999، هو لاعب كرة قدم مصري يلعب كمهاجم لنادي سموحة، على سبيل الإعارة من نادي مصر للمقاصة، في الدوري المصري الممتاز. كان فهمي عضواً أساسياً مع منتخب مصر للشباب تحت 20 سنة في 2017، حيث شارك في 6 مباريات في هذا العام.

## اصيب محمود فهمي بالرباط الصليبي مع سموحه بعد ٣ مباريات لعبها معهم وعاد الي مصر للمقاصه

### البداية
كان فهمي عضواً في براعم نادي النصر، الذي كان يشارك حينها في دوري القسم الثاني، لمدة 6 سنوات بين 2011 و 2017 حتى استطاع النادي الصعود للدوري الممتاز في 2017. قبل بداية الموسم الجديد، قام المدير الفني للنادي سيد عيد بتصعيد اللاعب للفريق الأول وضمه للمشاركة في الدوري الممتاز نظراً للمستوى الواعد الذي أظهره مع فرق الناشئين.

### هداف القسم الثاني وبدأ جذب الإنتباه
بالرغم من مشاركته في 8 مباريات فقط مع النصر وهبوطه لدوري القسم الثاني مجدداً مع النادي بعد موسم واحد فقط في الدوري الممتاز، حافظ فهمي على مركزه في الفريق الأول وشارك معهم في جميع المباريات في المجموعة الثانية من الموسم التالي، والذي استطاع فيه بتسجيل 10 أهداف في 26 مباراة شارك فيها، مما أعطاه لقب هداف المجموعة وأدى إلى جذب إنتباه العديد من أندية الدوري الممتاز.
يوم 18 يونيو 2019، ذكرت تقارير بأن فهمي قام بتوقيع عقود إنتقاله للنادي الأهلي من نادي النصر مقابل مبلغ يتراوح بين 2.5 و 3 مليون جنيه مصري، ولكن الصفقة لم تكتمل في النهاية.
بعدها ب 5 أيام، أعلن نادي مصر للمقاصة عن تعاقده مع لاعبين جديدن من نادي النصر، من بينهم فهمي. وبالرغم من عدم مشاركته لأي مباراة رسمية مع النادي، إلا أن النادي قبل عرضاً من نادي سموحة لضم اللاعب على سبيل الإعارة حتى نهاية الموسم في 2020.
لعب محمود فهمي مع سموحه  ٣ مباريات بالدوري ثم اصيب بقطع في الرباط الصليبي ومن ثم عاد الي مصر للمقاصه ليلحق بهم في الموسم الجديد 

## المسيرة الدولية
تلقى فهمي دعوة للمشاركة في معسكر منتخب مصر تحت 20 سنة لأول مرة في مسيرته قبل بطولة كأس الأمم الأفريقية تحت 20 سنة لعام 2017 في زامبيا. شارك فهمي في المباريات الودية مع فريقه خلال المعسكر قبل البطولة، ولكنه تعرض لإصابة خلال إحدى المباريات مما أدت لإستبعاده من القائمة النهائية للبطولة.

## الوصلات الخارجية
- محمود فهمي (لاعب كرة قدم) على موقع قاعدة بيانات كرة القدم.إي يو (الإنجليزية)
- محمود فهمي (لاعب كرة قدم) على موقع Soccerway.com (الإنجليزية)
- محمود فهمي  على سكروي